# 10.2 서라운드 사운드

10.2는 TMH 랩스의 THX 제작자 톰린슨 홀먼과 서던캘리포니아 대학교(영화예술공학부)가 개발한 서라운드 사운드 포맷이다. USC Viterbi School of Engineering의 크리스(Chris Kyriakakis)와 더불어 개발된 10.2는 다음과 같은 포맷의 슬로건을 가리킨다: "5.1의 2배만큼 좋은". 그러나 좌우 포인트 서라운드 채널이 포함되는 경우 실제로는 14개의 구별된 채널이 존재할 수 있다. 그는 1987년에 5.1에 대한 이름에 대해 "공간감을 주기 위해 필요한 최소한의 채널 수"로 선정한 것에 착안한 것이다. 홀먼과 다른 사람들은 디지털 레코딩의 최근 추세인 더 높은 샘플링 속도가 느낌을 줄만한 상당한 효과가 없으며 소리 공학의 다음 개척사항은 구별된 채널의 수를 늘려서 인간의 공감각을 충족시키는 것이라고 이야기한다. 2015년 기준으로, 여러 디코딩, UHD 또는 가상 확장 프로세서들은 10.2만큼, 또는 그 이상의 수에 도달하였다.